# Heimatschutzbrigade 65
Die Heimatschutzbrigade 65 war eine nicht aktive Heimatschutzbrigade des Heeres der Bundeswehr. Stabssitz war Renningen. Die Brigade wurde 1982 ausgeplant, 1993 aufgelöst und war dem Wehrbereichskommando V unterstellt.

## Gliederung
Die Brigade gliedert sich um 1989 wie folgt:
- Stab/Stabskompanie Heimatschutzbrigade 65 (GerEinh), Renningen (Flugplatz Malmsheim)
  - Pionierkompanie 650 (GerEinh), Renningen (Auflösung 31. März 1993)[2]
  - Versorgungskompanie 650 (GerEinh), Renningen (Auflösung 1989)[3]
  - Jägerbataillon 651 (GerEinh), Renningen (Auflösung 1993)[4]
  - Jägerbataillon 652 (GerEinh), Schorndorf (Auflösung 1993)[5]
  - Panzerbataillon 653 (GerEinh), Münsingen (mit M 48) (Auflösung 30. September 1992)[6]
  - Feldartilleriebataillon 655 (GerEinh), Philippsburg (mit Feldhaubitzen FH 105mm [L]) (Auflösung 1989)[7]

## Geschichte

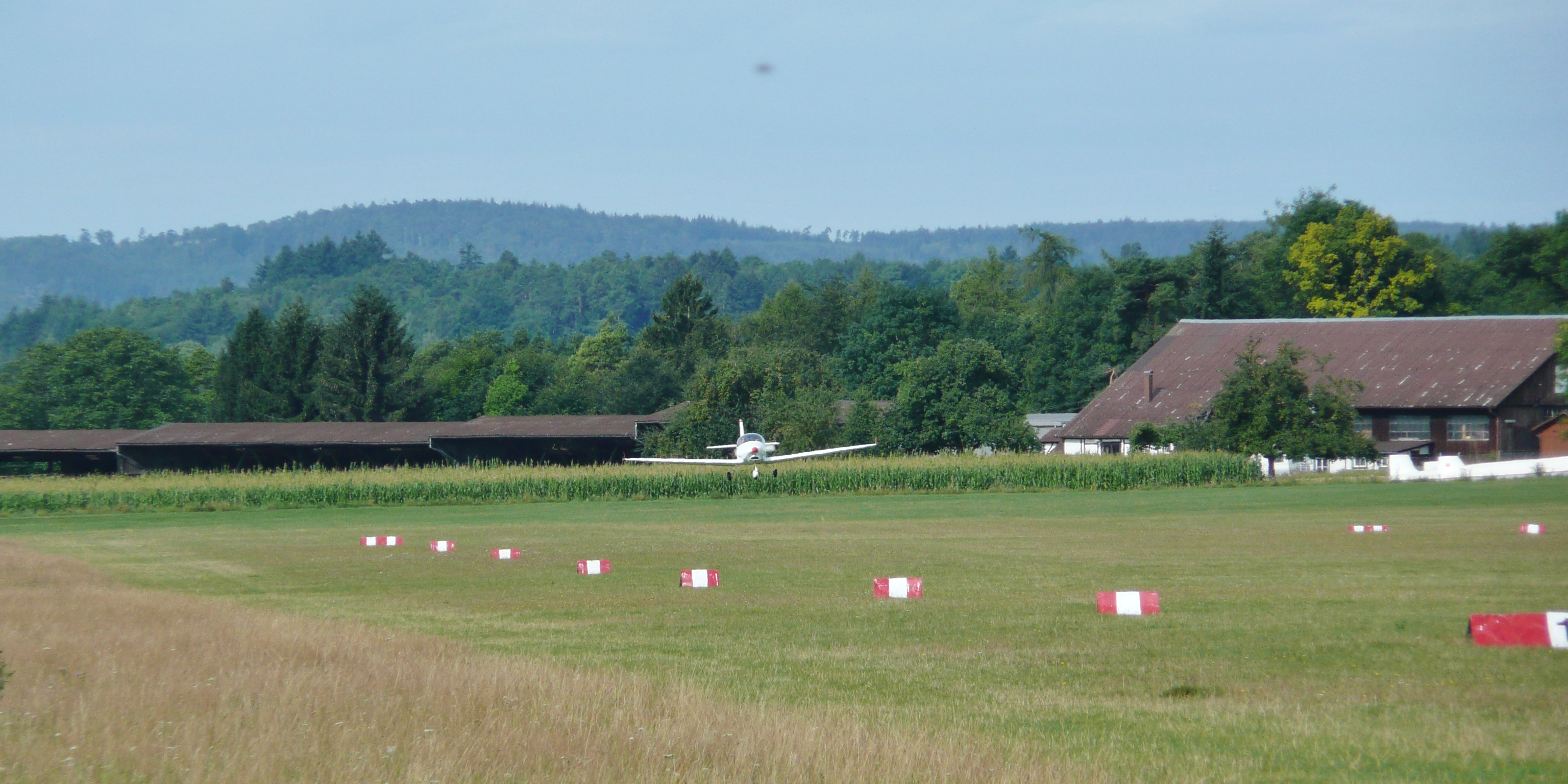
Mobilmachungsstützpunkt der Stabskompanie und einiger anderer Truppenteile der Brigade: der Flugplatz Malmsheim

### Aufstellung
Die Brigade wurde am 1. April 1982 zur Einnahme der Heeresstruktur IV in Böblingen im Wehrbereich V aufgestellt. Etwa zeitgleich wurde die teilaktive „Schwesterbrigade“ Heimatschutzbrigade 55 ausgeplant.
Wie ihre Bezeichnung andeutet, war die nicht aktive Heimatschutzbrigade eine der zwölf Heimatschutzbrigaden und eine der sechs nicht aktiven Heimatschutzbrigaden des Territorialheeres. Im Verteidigungsfall konnte die Brigade durch einberufene Reservisten auf eine Sollstärke von rund 2800 Soldaten aufwachsen. Die Brigade war als Geräteeinheit ausgeplant. Ihr Wehrmaterial lagerte im Frieden in Depots. Erst im Verteidigungsfall wäre das Material mobil gemacht worden.
Die Gliederung und Ausrüstung der Heimatschutzbrigade war mit den meisten anderen nicht aktiven Heimatschutzbrigaden im Territorialheer vergleichbar: den Kern bildeten jeweils zwei Jägerbataillone, ein Panzerbataillon und ein Feldartilleriebataillon. Allerdings verfügte die Brigade „nur“ über veraltete M 48 im Panzerbataillon und den beiden schweren Kompanien der Infanteriebataillone. Die Jägerbataillone verfügten über keine gepanzerten Mannschaftstransportwagen. Die Feldartillerie war wie bei den meisten Heimatschutzbrigaden mit gezogenen Feldhaubitzen FH 105mm (L) ausgerüstet. Aufgrund der geringen Anzahl an selbstständigen Kompanien und des für eine Brigade recht geringen Personalumfangs entsprach die Heimatschutzbrigade in Gliederung und Ausrüstung in etwa einer leichten Jägerbrigade.
Aufgabe der Heimatschutzbrigade als Teil des Territorialheeres war unter anderem die Verteidigung des rückwärtigen Heeresgebietes, insbesondere die Sicherung wichtiger Infrastruktur wie Marschrouten, Verkehrsknotenpunkte und Fernmeldeeinrichtungen. Im rückwärtigen Raum musste mit Luftlandetruppen, durchgesickerten oder durchgebrochenen Feind gerechnet werden.
Die Heimatschutzbrigade 65 wurde nie Vollumfänglich zur Großübung aktiviert, jedoch wurden teilverbände der Brigade noch bis 1992 kurz vor ihrer Auflösung zu Wehrübungen / Führerweiterbildung aktiviert.

### Auflösung
Nach der Wiedervereinigung und Ende des Kalten Krieges wurde die Brigade etwa zeitgleich mit allen anderen damals noch elf bestehenden Heimatschutzbrigaden im Zuge der Verkleinerung des Heeres zum 30. September 1993 aufgelöst.

## Kommandeure
- Oberst Klaus Gottwald 1. April 1982 – 14. Dezember 1987
- Oberst Karl Friedrich Dumrath 15. Dezember 1987 – 1. Juli 1990
- Oberst Ernst Rickert 2. Juli 1990 – 30. September 1993

## Verbandsabzeichen
Die Heimatschutzbrigade führte aufgrund ihrer Ausplanung als Geräteeinheit kein eigenes Verbandsabzeichen.